# Barbara Ann
Barbara Ann är en låt skriven av Fred Fassert som först lanserades 1961 av gruppen The Regents. Deras version nådde #13 på Billboard Hot 100. Låten är dock mest känd i The Beach Boys coverversion från 1965. Den lanserades som singel i december det året med "Girl Don't Tell Me" som b-sida och var en hit i många länder under de första månaderna 1966. Inspelningen var från början inte tänkt att släppas som singel utan återfanns i en längre version på albumet Beach Boys' Party!. Men efter att amerikanska radio-DJ:ar börjat spela låten beslöt Capitol Records att släppa den som singel. På inspelningen medverkar även Dean Torrence från Jan and Dean anonymt.
The Who släppte en version av låten med Keith Moon som sångare på EP:n Ready Steady Who EP. The Regents version finns med i filmen Sista natten med gänget från 1973.

## Listplaceringar, The Beach Boys
| Lista (1966)   | Position              |
| -------------- | --------------------- |
| Finland        | 19                    |
| Flandern       | 11                    |
| Frankrike      | 20                    |
| Irland         | 7                     |
| Kanada         | 2                     |
| Nederländerna  | 17                    |
| Norge          | 1 (VG-lista)          |
| Nya Zeeland    | 3 (NZ Listner)        |
| Storbritannien | 3                     |
| Sverige        | 2 (Kvällstoppen)      |
| Sverige        | 2 (Tio i topp)        |
| USA            | 2 (Billboard Hot 100) |
| Västtyskland   | 2                     |
| Österrike      | 1                     |